# Menophra nigrifasciata
Menophra nigrifasciata är en fjärilsart som beskrevs av George Francis Hampson 1891. Menophra nigrifasciata ingår i släktet Menophra och familjen mätare. Inga underarter finns listade i Catalogue of Life.